# 初音ミク VRフューチャーライブ
『初音ミク VRフューチャーライブ』（はつねミク ブイアールフューチャーライブ、HATSUNE MIKU VR Future Live with Project DIVA）はセガゲームスより2016年10月13日にPlayStation Storeにて配信開始したPlayStation 4用ソフト。PlayStation VR専用。

## 概要
PlayStation 4用のバーチャルリアリティ（VR）システムであるPlayStation VRのローンチタイトルとして発表された。初音ミクのバーチャルライブにPlayStation VRを通して観客として参加するVRシミュレーター。プレイヤーの反応に応じて、初音ミクが様々なリアクションを返す。
PlayStation 4用の初音ミクのゲームとしては2016年6月23日の『初音ミク Project DIVA Future Tone』、同年8月25日の『初音ミク -Project DIVA- X HD』に続く3作目になる。

## SEGA feat. HATSUNE MIKU Project: VR Tech DEMO
『SEGA feat. HATSUNE MIKU Project: VR Tech DEMO』（セガ フィーチャリング ハツネミク プロジェクト:ブイアール テックデモ）は本作のプロトタイプとなったVRデモ。
2015年の6月16日から18日にロサンゼルスで開催された「E3 2015」で初公開。その後、2015年9月4日から6日に科学技術館で開催された「初音ミク「マジカルミライ 2015」」、幕張メッセで2015年9月17日から9月20日に開催された
「東京ゲームショウ2015」にも出展された。
モーションコントローラーのPlayStation Moveをケミカルライトのように振ることで、初音ミクが様々な反応を返す。